# Johan Henric Ferber
Johan Henrik Ferber, född 27 juni 1703, död 27 maj 1781, var en svensk apotekare. Han var amiralitetsapotekare i Karlskrona 1740–1780. Han var son till amiralitetsapotekaren Johan Eberhard Ferber och tog över dennes apoteksrörelse, Amiralitetsapoteket Göta Lejon.
Ferber invaldes 1746 som ledamot av Kungliga Vetenskapsakademin, och skrev om blomsterfloran i trakten kring Karlskrona. 1752 blev han utesluten ur akademien på grund av bristande aktivitet.
Johan Henric Ferber var gift med Eva Maria Ankarcrona, dotter till Jakob Ankarcrona. Makarna var föräldrar till Johan Jacob Ferber samt svärföräldrar till Johan Anckarsparre och Magnus Anckarsvärd.